# Epiphora conjuncta
Epiphora conjuncta är en fjärilsart som beskrevs av Eugène Louis Bouvier 1930. Epiphora conjuncta ingår i släktet Epiphora och familjen påfågelsspinnare. Inga underarter finns listade i Catalogue of Life.